# إريك بلاو
اريك بلاو (بالإنجليزية: Eric Blau)‏ هو كاتب أمريكي، ولد في 1 يونيو 1921 في بريدجبورت في الولايات المتحدة، وتوفي في 17 فبراير 2009 في نيويورك في الولايات المتحدة بسبب ذات الرئة.

## وصلات خارجية
- إريك بلاو على موقع ميوزك برينز (الإنجليزية)
- إريك بلاو على موقع قاعدة بيانات برودواي على الإنترنت (الإنجليزية)
- إريك بلاو على موقع أول ميوزيك (الإنجليزية)
- إريك بلاو على موقع ديسكوغز (الإنجليزية)